# Гросфишлинген
Гросфишлинген (нем. Großfischlingen) — община в Германии, в земле Рейнланд-Пфальц. 
Входит в состав района Южный Вайнштрассе. Подчиняется управлению Эденкобен.  Население составляет 632 человека (на 31 декабря 2010 года). Занимает площадь 4,31 км².